# Valdieu-Lutran
Valdieu-Lutran é uma comuna francesa na região administrativa de Grande Leste, no departamento Alto Reno. Estende-se por uma área de 5,17 km². Em 2010 a comuna tinha 431 habitantes (densidade: 83,4 hab./km²).